# Leuzigen
Leuzigen (toponimo tedesco, già Leuzingen) è un comune svizzero di 1 254 abitanti del Canton Berna, nella regione del Seeland (circondario del Seeland).

## Monumenti e luoghi d'interesse
- Chiesa riformata (già chiesa priorale di San Giovanni Battista), eretta nell'XI-XII secolo e ricostruita nel 1521[1].

## Società

### Evoluzione demografica
L'evoluzione demografica è riportata nella seguente tabella:
Abitanti censiti

## Infrastrutture e trasporti
Leuzigen è stato servito fino al 1994 dall'omonima stazione sulla ferrovia Lyss-Soletta.

## Amministrazione
Ogni famiglia originaria del luogo fa parte del cosiddetto comune patriziale e ha la responsabilità della manutenzione di ogni bene comune.